# Sidney Kirkman
Sidney Chevalier Kirkman (29 juli 1895 – 29 oktober 1982) was een Britse generaal tijdens de Tweede Wereldoorlog.

## Biografie
Kirkman studeerde aan de Bedford School en de Royal Military Academy, Woolwich. Tijdens de Eerste Wereldoorlog was Kirkman als officier toegevoegd aan de Royal Artillery en diende aan het Westfront en in Italië. Tussen 1919 en 1930 was Kirkman gestationeerd in Palestina, Malta en India. In 1925 werd hij bevorderd tot kapitein en in 1935 tot majoor. Tussen 1931 en 1932 was hij gedetacheerd aan de Stafcollege in Camberley. In januari 1938 voltooide hij een tweejarige cursus aan de RAF School of Co-operation
Kirkman was tussen 1940 en 1941 bevelvoerend officier van de 65 Medium Regiment of Royal Artillery. Later bekleedde hij de functie van Commander Corps Royal Artillery in het 1e Legerkorps, het 7e Legerkorps, het 12e Legerkorps en de 56e (London) Infanteriedivisie. Tijdens de Slag om El Alamein diende Kirkman als Commander Royal Artillery (CRA) van het Britse Achtste Leger onder generaal Bernard Montgomery. In april 1943 werd hij benoemd tot bevelhebber van de 50e (Northumbrian) Infanteriedivisie en werd ook bevorderd tot generaal-majoor. Hij was met de divisie betrokken bij de geallieerde landing op Sicilië. 
In januari 1944 werd Kirkman bevorderd tot luitenant-generaal en benoemd tot bevelhebber van het 13e Legerkorps. Het legerkorps speelde een sleutelpositie in de vierde en laatste slag om Monte Cassino. In maart 1945 keerde hij terug naar Groot-Brittannië vanwege een hevige artritis. 
Tussen 1945 en 1950 was Kirkman lid van de Army Council, eerst als bevelhebber van het Zuidelijk Commando, dan als bevelhebber van het 1e Legerkorps in Duitsland en dan als plaatsvervangend chief of the Imperial General Staff. Kirkman was van 1947 tot aan zijn pensioen in 1950 Quartermaster-General to the Forces. Hij werd in augustus 1947 bevorderd tot generaal. Hij was tussen juli 1947 en juli 1950 erekolonel commandant Royal Artillery. 
Kirkman was tussen 1951 en 1952 speciaal financieel vertegenwoordiger in Duitsland. In 1954 werd hij directeur-generaal van Civil Defence en behield deze post tot 1960. Tussen 1957 en 1960 was hij ook voorzitter van de Central Fire Brigades Advisory Council for England and Wales. Kirkman stierf op 29 oktober 1982. 

## Militaire loopbaan
- Second Lieutenant: 10 februari 1915[2]
- Lieutenant:
- Captain: 1925[2]
- Major: 15 maart 1935[2]
- Waarnemend Lieutenant-Colonel 4 juni 1940 - 3 september 1940[2]
- Tijdelijk Lieutenant-Colonel: 4 september 1940 - 22 september 1941[2]
- Oorlogsduur Lieutenant-Colonel:	23 september 1941[2]
- Lieutenant-Colonel: 22 mei 1942[2]
- Waarnemend Colonel: 23 maart 1941 - 22 september 1941[2]
- Tijdelijk Colonel: 23 september 1941 - 11 maart 1944[2]
- Colonel:	12 maart 1944[2]
- Waarnemend Brigadier: 23 maart 1941 - 22 september 1941[2]
- Tijdelijk Brigadier: 23 september 1941 - 13 april 1944[2]
- Waarnemend Major-General: 14 april 1943 - 13 april 1944[2]
- Tijdelijk Major-General: 14 april 1944 - 25 december 1944[2]
- Major-General: 26 december 1944[2]
- Waarnemend Lieutenant-General:	20.01.1944-19.01.1945[2]
- Tijdelijk Lieutenant-General: 20 januari 1945- (januari 1946)[2]
- Lieutenant-General:
- General: 22 augustus 1947 (uitdiensttreding 22 juli 1950)[2]

## Decoraties
- Ridder Commandeur in de Orde van het Britse Rijk in 5 juli 1945
- Ridder Grootkruis in de Orde van het Bad in januari 1951
- Ridder Commandeur in de Orde van het Bad in juni 1949
- Lid in de Orde van het Bad op 1 juni 1944
- Commandeur in de Orde van het Britse Rijk op 5 augustus 1943
- Military Cross
- War Medal 1939-1945
- Italië Ster
- Afrika Ster
- Overwinningsmedaille (Verenigd Koninkrijk)
- Britse Oorlogsmedaille
- 1914-15 Ster